# Quartier Schützenstraße

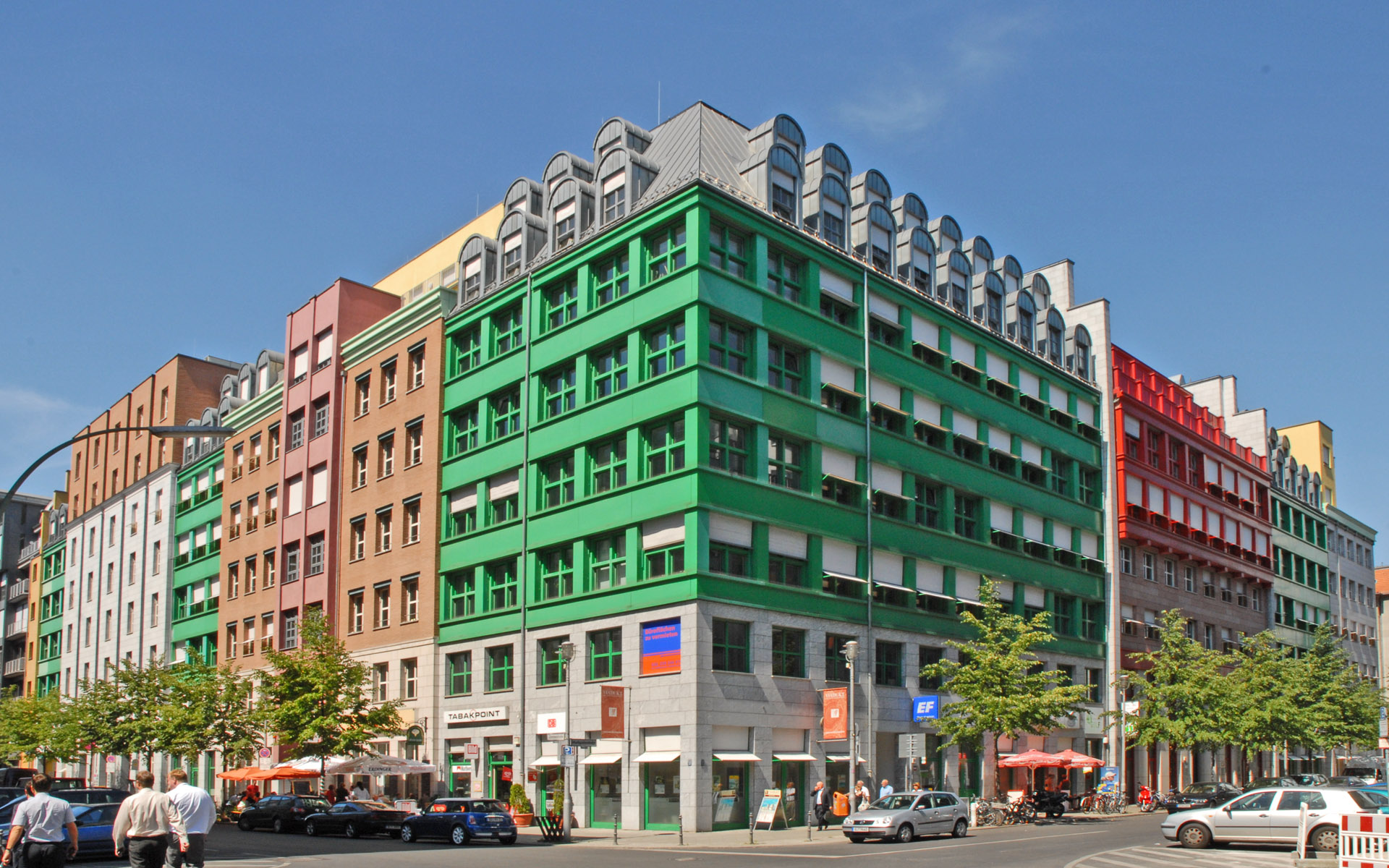
Quartier Schützenstraße in Berlin

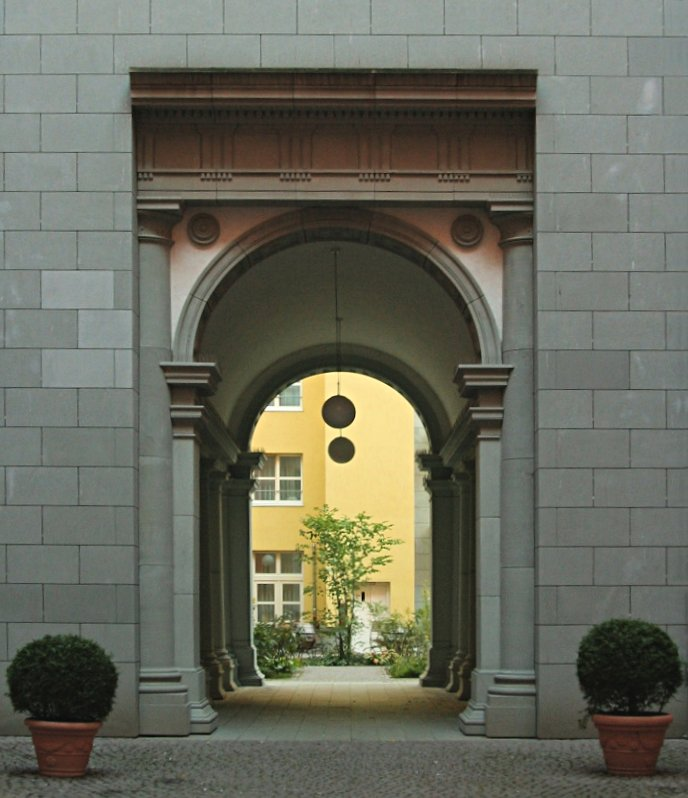
Nachbildung des Eingangsbereichs des Palazzo Farnese am Quartier Schützenstraße

Das Quartier Schützenstraße ist ein von dem italienischen Architekten Aldo Rossi gestaltetes Bauensemble im Berliner Ortsteil Mitte, umgeben von der Schützen-, Charlotten-, Zimmer- sowie der Markgrafenstraße. Der Bau gilt als einer der bedeutendsten Neubauten der Nachwendezeit in Berlin.

## Konzeption und Erstellung
Das Quartier Schützenstraße wurde von 1994 bis 1998 errichtet. Der Architekt Aldo Rossi arbeitete bei der Erstellung mit den Architekturbüros Bellmann & Böhm und Luca Meda zusammen. Der Masterplan orientierte sich an der Vorkriegsbebauung. Das Aufgreifen der traditionellen Gestaltung, also der alten Parzellenstruktur und Traufhöhe, entsprach den Vorgaben des Senatsbaudirektors Hans Stimmann. Der Komplex besitzt vier Innenhöfe, darunter ein achteckiger, und wurde auf einer Brache des ehemaligen Mauerstreifens errichtet. In die Fassade wurden denkmalgeschützte Überreste eines Hauses an der Schützenstraße und eines Mietshauses integriert. Im Stil der italienischen Neorenaissance wurde die Fassade des Mietshauses restauriert. Das Haus Schützenstraße 8 erhielt als Fassade ein verkürztes, originalgetreues Abbild der Hoffassade Michelangelos des Palazzo Farnese in Rom.